# Kaptajnløjtnant
Kaptajnløjtnant er en officersgrad i Søværnet, der svarer til kaptajn i Hæren og Flyvevåbnet. Bruges også i andre landes mariner fx Sjøforsvaret (Norge).
Chefen for mindre fartøjer, så som kystubåde, inspektionsfartøjer af Knud Rasmussen-klassen, torpedobåde, minestrygere, inspektionskuttere af Agdlek-klassen [aschlærk] og patruljebåde af Flyvefisken-klassen er kaptajnløjtnanter.
Om bord på større skibe fungerer taktisk uddannede kaptajnløjtnanter som taktiske officerer (TAO) på henholdsvis undervands-, overflade- og luftområderne og den mere erfarne vil være operationsofficer (OPO), der er leder af operationsdivisionen (O-div). Den teknisk uddannede kaptajnløjtnant kan være teknikofficer (TKO), der svarer til maskinchef i handelsflåden eller han kan være vedligeholdelsesofficer (VLO), der er TKOs stedfortræder.
I Forsvarets Sundhedstjeneste vil reservelæger og reservetandlæger af 1. grad bære kaptajnløjtnantsdistinktioner.
I Marinehjemmeværnet er en kaptajnløjtnant flotillechef og er den højeste ulønnede officersgrad.
Ifølge NATO er kaptajnløjtnanter OF-2 officerer. Lieutenant i Royal Navy og i U.S. Navy samt Kapitänleutnant i Deutsche Marine er OF-2 officerer og svarer derfor til kaptajnløjtnanter. Søværnets kaptajnløjtnanter hedder dog Lieutenant Commander på engelsk ifølge forsvaret. Distinktionerne for Søværnets kaptajnløjtnanter er de samme som Royal Navys Lieutenant Commander. Så mens en engelsk/amerikansk Lieutenant Commander skal oversættes til orlogskaptajn skal en dansk kaptajnløjtnant omtales Lieutenant Commander ifølge forsvarskommandoen. 
- Kaptajnløjtnant